# Саураха

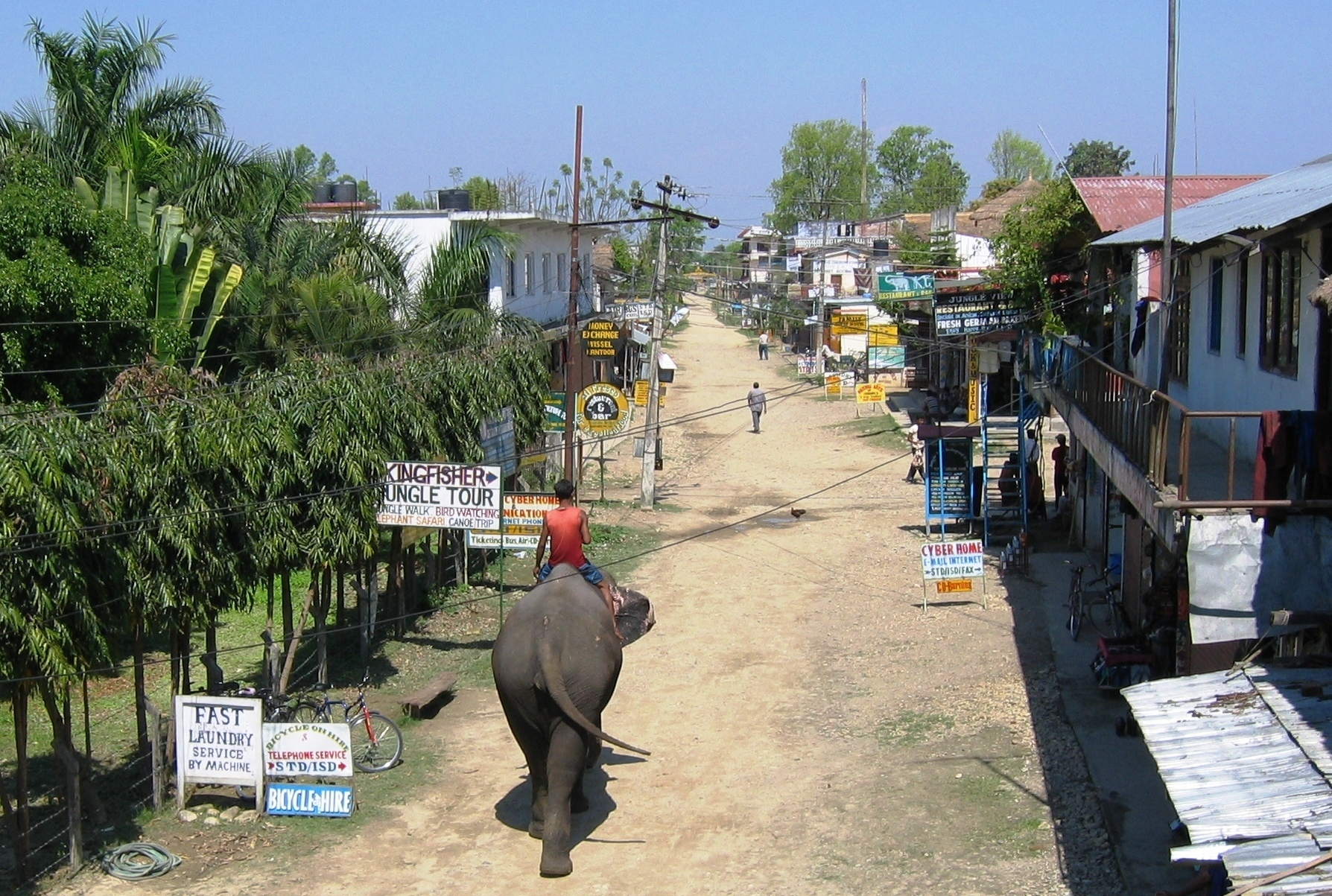
Улица Саурахи

Саураха — небольшое селение в районе Читван в административной зоне Нараяни, Непал.
Основное население — народность тхару.

## География
Находится на окраине Национального Парка Читван.

## Инфраструктура
В Саурахе работает интернет, есть стационарная и мобильная телефонная связь.

## Достопримечательности
Саураха — основной туристический центр в регионе, здесь останавливаются тысячи людей приезжающих в Национальный парк Читван.